# Wojticzky Gyula
Wojticzky Gyula (Tiszabő, 1887. január 15. – Kolozsvár, 1958.) magyar költő, publicista, szociáldemokrata közéleti író.

## Életútja
Wojticzky Mór bádogos és Weisz Hani fia. Középiskolai tanulmányait a budapesti zsidó tanítóképzőben folytatta, de diplomát nem szerzett. Ezt követően az újságírói pályára lépett és a szociáldemokrata ifjúsági mozgalom tagjaként cikkírója, majd szerkesztője lett az Ifjúmunkás című lapnak. Ezzel egy időben dolgozott a Szabadság Munkásképző Egyletben is, s aktív résztvevője volt az Ifjúmunkások Szövetsége 1908. április 19–20-án tartott II. Országos Kongresszusának.
Már fiatalon verseket is írt, pályájának késői értékelője „az avantgárd naiv költőjét” látja benne, „afféle Hazafi Verai Jánost Ady, az expresszionizmus és a munkásmozgalom körül” (Bodri Ferenc). 1910 körül Ady körében találjuk, ennek a kapcsolatnak az eredménye, hogy Ady Endre verses dedikációt írt Versek a XXX. századból című kötetéhez. (Adyval való ismeretségének történetét több változatban maga is megírta-elbeszélte.) 1918–19-ben a Budapest Környéke című lap szerkesztője; az őszirózsás forradalom, majd a kommün alatt aktív politikai szerepet is játszik: tagja a gödöllői járási direktóriumnak és a Pest Megyei Munkástanácsnak, küldöttként részt vesz a Magyarországi Szociáldemokrata Párt 1919. június 12–13-i kongresszusán, ahol Kun Béla mellett fel is szólal, tagja a Tanácsok Országos Gyűlésének, s szerepel a Kommunista Ifjúmunkások Magyarországi Szövetségének Kongresszusán is (1919. június 20–22.).
A kommün leverése után Erdélybe emigrált, 1920-tól a Consum című kétnyelvű kolozsvári közgazdasági hetilap munkatársa volt. 1929-től nevével a Mai Világ című „független politikai napilap” felelős, majd főszerkesztőjeként találkozunk (Wojticzky-Kelemen Gyula néven), s dolgozik (neve feltüntetése nélkül) a Vas- és Fémmunkás című lap szerkesztőségében is. Ezzel egy időben, Kelemen Gyula név alatt szerkesztőségi tagja a Romániai Népszava című lapnak. Versei a Franyó Zoltán szerkesztette aradi Geniusban és Szántó György folyóiratában, a Periszkopban, a Kútban is olvashatók; ebben az időben főtitkára a temesvári Ady Társaságnak is.
Nincs adat arra nézve, hogy miképpen vészelte át Kolozsváron a deportálások időszakát. 1944 őszén a szakszervezeti sajtóban jelennek meg írásai, s 1947-ben egy új verskötete, benne egy „társadalmi eposz”, amelyben a Kommunista kiáltvány egy-egy tételét önti versbe.

## Magánélete
Házastársa Perlmann Mór és Fuksz Katalin lánya, Helén volt, akit 1910. április 3-án Tiszasülyön vett nőül.

## Munkássága
Költészetét Iramok hátán c. kötetéről írva így jellemzi Gaál Gábor: „…konvulzív, gondolkodó fő és lélek, viaskodó és tépett szív, égett sorssal és rossz utakkal e sorsban… Egyénileg olyan lírai szférába vágyódik, amelyik természetétől idegen… Írja azt a sor- és strófaszerkezetében lazított, rímes, rímtelen, poénrímekre dolgozó, álzárt és álszabad verseket, ami Adynál történelmi kényszerűség volt, minden más későbbinél azonban modor…, erősen önállótlan Ady-magzat. Félreismerhetetlen Ady-szavakkal, frázisokkal, ötletekkel.” A kötet végére helyezett esszéjében Wojticzky Gyula megfogalmazza a maga lírai elveit: a „pszichorealizmus” programnyilatkozatát. Gaál Gábor erről írja: „Az értekezés… felesleges. Semmi köze a versekhez. Wojticzky helyenként egészen mást versel, mint amit elmélkedik.” Újabb köteteiben számos korábbról ismert versének variációival találkozhat az olvasó.

## Kötetei
- Az Újak irodalmáról (esszé, Szittya Emillel, Budapest, 1909)
- Versek a XXX. századból (Budapest, 1913)
- Iramok hátán (versek, Kolozsvár, 1927)
- Kötőszók (versek, Kolozsvár, 1934)
- Boszorkány farsang (mesejáték 3 felvonásban, elő- és utójátékkal, Kolozsvár, 1936)
- Egy szocialista kiáltványa (versek, Kolozsvár, 1947)